# 中田浩二 (演员)
中田浩二（本名中田善博，1939年1月26日—）是日本演员及声优，所属剧团櫂，也是Musasino声优学院代表人之一。

## 声演作品
（粗体表示者为作品中的主角或配角）

### 電視動畫
- 巨人之星（柏木）
- 美味大挑战
- 京极夏彦 巷说百物语（北林彈正）

### OVA
1983年
- DALLOS（ナレーター、カテリーナ副領事）

### 動畫電影
- 七龙珠Z 世界上最强的人（维络博士）
- 名侦探柯南 水平线上的阴谋（海藤渡）
- 名侦探柯南 天空的遇难船（小田切敏郎）
- 名侦探柯南 沉默的15分钟（小田切敏郎）
- 三国志 第一部・英雄的黎明（张辽）
- 三国志 第二部・燃烧的长江（张辽）
- 三国志 第三部・遼闊的大地（张辽）
- 名偵探柯南 瞳孔中的暗殺者（小田切敏郎）
- 蠟筆小新：不理不理王國的秘寶（Mr.哈布）

### 游戏
- 七龙珠 SPARKING! Meteor（维络博士）
- 七龙珠群雄（维络博士）
- 超级七龙珠群雄（维络博士）
- 七龙珠 SPARKING! Zero（维络博士）